# 南陽市立荻小学校
南陽市立荻小学校（なんようしりつ おぎしょうがっこう）は山形県南陽市にある公立小学校。

## 教育目標
- 進んで学ぶ子ども《知》
- 心豊かな吉野の子ども《徳》
- 健康でたくましい子ども《体》

## 沿革
- 2013年（平成25年）4月1日 - 荻小学校と小滝小学校が統合して南陽市立荻小学校が開校
- 2024年（令和6年）3月31日 - 休校。児童は南陽市立宮内小学校へ[2]

- 2025年（令和7年）3月31日 - 閉校。閉校後は、市内の建設会社によるペットのための施設を開設する[3]。

## 通学区域
- 荻、太郎、下荻、小滝[4]

## 進学先中学校
- 公立学校は、宮内中学校へ進学する[4]。